# Akaltara
Akaltara là một thị xã và là một nagar panchayat của quận Janjgir-Champa thuộc bang Chhattisgarh, Ấn Độ.

## Địa lý
Akaltara có vị trí 22°01′B 82°26′Đ / 22,02°B 82,43°Đ Nó có độ cao trung bình là 283 mét (928 foot).

## Nhân khẩu
Theo điều tra dân số năm 2001 của Ấn Độ, Akaltara có dân số 20.373 người. Phái nam chiếm 52% tổng số dân và phái nữ chiếm 48%. Akaltara có tỷ lệ 69% biết đọc biết viết, cao hơn tỷ lệ trung bình toàn quốc là 59,5%: tỷ lệ cho phái nam là 79%, và tỷ lệ cho phái nữ là 58%. Tại Akaltara, 14% dân số nhỏ hơn 6 tuổi.